# 5169 Duffell
5169 Duffell eller 1986 RU2 är en asteroid i huvudbältet som upptäcktes den 6 september 1986 av den amerikanske astronomen Edward L.G. Bowell vid Anderson Mesa Station. Den är uppkallad efter Stephen Duffell, en vän till upptäckaren.
Asteroiden har en diameter på ungefär 4 kilometer.